# Busento
Basento (lat.: Busentinus; još i Basentus ili Busentus) je rijeka na jugu Italije koja izvire u Apeninima u planini Monte Cocuzzo, a protječe talijanskom regijom Kalabrija (stari Bruttium) svojom duljinom od 95 km sve do grada Cosenza gdje se ulijeva u rijeku Crati.
Rijeka Basento poznata je po događaju iz 412. godine kada je u pokušaju osvajanja grada poginuo Alarik I. kralj Vizigota, što je opjevao njemački pjesnik August von Platen-Hallermünde. Alarik je pokopan na dnu rijeke tako da je vodotok privremeno preusmjeren dok se kopao grob iako mjesto do danas nije pronađeno. 

## Vanjske poveznice
|  | Zajednički poslužitelj ima još gradiva o temi Busento |